# Чжу Юй
Чжу Юй (кит. 朱昱; род. 1971, Чэнду) — скандальный китайский художник из Пекина, работающий в жанре перформанса и концептуального искусства.
Его наиболее известная работа «Eating People» была представлена в Шанхае в 2000 году. На серии фотографий был изображён сам Чжу Юй, готовящий и поедающий объект, очень похожий на человеческого зародыша или новорождённого младенца. Одна из фотографий, циркулировавшая по интернету в 2001 году, привлекла внимание ФБР и Скотленд-Ярда. В 2003 году фотографии были показаны на британском телеканале Channel 4, вызвав дискуссию и критику со стороны общественности.
Сам Чжу Юй, называющий себя христианином, заявил: «Ни в какой из религий каннибализм не запрещён. При этом я также не знаю никакого закона, который бы запрещал нам есть людей. В своих интересах я использовал пробел между моралью и законом, и моя работа основана на этом». По утверждению художника, он использовал настоящий плод, украденный из учебного медицинского заведения.
В интернете фотографии Чжу Юя были опубликованы таблоидами, которые сообщали, что в некоторых районах Китая продукты из нерождённых младенцев считаются деликатесом.